# 鍾渤
鍾渤（1457年—1528年），字元溥，號東岡，廣東廣州府東莞縣人，軍籍，明朝政治人物。

## 生平
成化十三年（1477年）丁酉科廣東鄉試第五十二名舉人。弘治六年（1493年）中式癸丑科會試第九十名，二甲第四十六名進士。吏部觀政，以例归省。八年四月授刑科給事中，巡視京倉，彈劾太監不法之事。九年七月审查御史白鸞与副使楊光溥互相攻訐一案，十四年三月升吏科右，七月往遼東勘查長勝諸屯堡被韃虜搶掠之事，右少監劉恭官降三級。轉兵科左，十八年三月升兵科都，丁父憂歸，復除工科都，正德四年（1509年）六月升浙江左參議，六年正月升雲南左參政，十一月考察致仕。嘉靖二年（1523年）加大中大夫。嘉靖八年卒于家，享年七十二。著有《東岡集》。

## 家族
曾祖鍾定安；祖父鍾玘；父鍾鐸，母陳氏。具慶下，兄濂。弟渭、沂。子鳳林、儒林、士林、词林。